# Paolo Stanzani
Paolo Stanzani, född 20 juli 1936 i Bologna, avliden 18 januari 2017 i samma stad var en italiensk ingenjör och bilkonstruktör.
Paolo Stanzani är mest känd för sitt arbete för den italienska sportbilstillverkaren Lamborghini, där han var chefskonstruktör mellan 1968 och 1975.